# دانيل البيرتو دياز
دانيل البيرتو دياز (بالإسبانية: Daniel Alberto)‏ (10 أبريل 1956 بسان مارتن في الأرجنتين - ) هو لاعب كرة قدم أرجنتيني في مركز الدفاع. لعب مع إنديبندينتي وستاد لافال ونادي باريس ونادي تور ونادي روان ونادي لانس ونيم أولمبيك.

## روابط خارجية
- دانيل البيرتو دياز على موقع قاعدة بيانات كرة القدم.إي يو (الإنجليزية)
- دانيل البيرتو دياز على موقع Soccerway.com (الإنجليزية)
- دانيل البيرتو دياز على موقع عالم كرة القدم.نت (الإنجليزية)
- دانيل البيرتو دياز على موقع GSA (الإنجليزية)